# Sankt Nicolai Kirke (Køge)
|  | Der findes andre kirker med dette navn, se Sankt Nikolaj Kirke. |
Sankt Nicolai Kirke i Køge (der også betegnes Køge Kirke) er viet til de søfarendes skytshelgen Sankt Nikolaus. Kirken er, som så mange andre kirker, bygget af flere omgange. Kirken ligger lidt nord for byens torv med vestgavlen mod Kirkestræde og østgavlen mod Nørregade.
Straks ved byens erhvervelse af købstadsrettigheder gik byen borgere i gang med at opføre en kirke, der nu er næsten helt forsvundet. Murrester mellem den nuværende kirkes tårn og skib, der dateres til 1250-1300, stammer formentlig fra denne første kirke. Af fundamentrester ses at den har været 7 m bred, 17 m lang og med et kor på mindst 8 m.
Allerede i 1300-tallet begynder man at udvide kirken. Det kvadratiske tårns første del med samme bredde som den oprindelige kirke, menes opført i 1324. Tårnet opførtes med 4 stokværk (etager), idet det 5. stokværk (det nuværende klokketstokværk) blev bygget til omkring 1450, hvorved tårnet nåede højde på 43 m. Østsiden af tårnet øverste stokværk er forsynet med en muret karnap, der har fungeret som fyrlygte.
Omkring år 1400 begyndte man på en ny udvidelse af kirken som i løbet af begyndelsen af dette århundrede stort set fik det udseende den har i dag. Man byggede først det nye kor ud mod Nørregade og rev derefter den gamle kirke ned og byggede den nye treskibede kirke frem til tårnet. Ved udvidelsen øgedes kirkens areal fra 175 kvadratmeter til ca. 1400 kvadratmeter.

## Gravminder over kendte personer
Denne liste er ufuldstændig; hjælp gerne med at udfylde den.
- Laurids Christoffer Ulfeldt og Catharine Due

## Galleri
- Døbefonten fra 1613 i sort marmor og rød porfyr.
- Prædikestolen udført af Hans Holst fra 1624
- Hovedorgelet af Marcussen & Søn fra 1968.
- Kororgel, også Marcussen, fra 1999.
- Alteret udført af Lorentz Jørgensen, med motiv af blandt andet Den sidste nadver og Korsfæstelsen

## Eksterne kilder og henvisninger
- Wikimedia Commons har flere filer relateret til Sankt Nicolai Kirke (Køge)
- Sankt Nicolai Kirke hos KortTilKirken.dk
- Sankt Nicolai Kirke i bogværket Danmarks Kirker (udg. af Nationalmuseet)